# Alica Stuhlemmer
Alica Stuhlemmer (Quiel, 24 de agosto de 1999) é uma velejadora alemã, medalhista olímpica.

## Carreira
Stuhlemmer participou dos Jogos Olímpicos de Verão de 2020 em Tóquio, onde participou da classe Nacra 17, conquistando a medalha de bronze ao lado de Paul Kohlhoff após finalizar a série de treze regatas com 63 pontos.